# Ліллі Промет
Ліллі Про́мет (ест. Lilli Promet; *16 лютого 1922, Печори — †16 лютого 2007, Таллінн) — естонська письменниця. Дружина Р. Парве.
В 1940–1951 — на журналістській роботі. Перші оповідання надруковані 1954 року.

## Вибрані твори
- Roosa kübar (1961)
- Meesteta küla (1962, novel)
- Lamav tiiger (1964)
- Kes levitab anekdoote? (1967)
- Iibelpuu (1970)
- Primavera (1971, novel)
- Raamita pildid (1976, essays)
- A Summer's Painting and Other Stories (1984)
- Õhtusel alleel (1989)
- Iisabel: Romaan (1992)
- Aheldatud muusa (1997)